# Natolin (Grodzisk Mazowiecki)
Pour les articles homonymes, voir Natolin (homonymie).
Natolin (prononciation : [naˈtɔlin]) est un village polonais de la gmina de Grodzisk Mazowiecki dans le powiat de Grodzisk Mazowiecki de la voïvodie de Mazovie dans le centre-est de la Pologne.
Il se situe à environ 3 kilomètres au nord de Grodzisk Mazowiecki (siège du powiat) et à 28 kilomètres à l'ouest de Varsovie (capitale de la Pologne).

## Histoire
De 1975 à 1998, le village appartenait administrativement à la voïvodie de Varsovie.